# أوكدمت (إغيل)
أوكدمت هي إحدى مشيخات المملكة المغربية، تتبع جغرافيا لإقليم الحوز وإداريًا لإغيل. يقدر عدد سكانها بـ 5619 نسمة حسب الإحصاء الرسمي للسكان والسكنى لسنة 2004.